# 尼日利亚石油储量
尼日利亚石油储量為37.2十億桶（5.91 × 109立方）（截至 2011 年），日均产油量达2.28百萬桶每日（362 × 103立方每日）（截至2006年），为非洲第一大产油国、世界第十一大产油国。依照目前生产速度，若没有新的石油被发现，奈及利亞的石油储量僅可供继续开采45年。然而，因石油運輸管道破坏、绑架生产人员及武装组织接管产油设施等破坏性行为导致石油产量减少，使奈及利亞的石油产量下降3百萬桶每日（480 × 103立方每日） 。尼日利亚政府希望到2010年将石油产能提高到4 Mbbl/d（640×103 m3/d）。尼日利亚是世界第八大原油出口国，但由於美国出现了页岩气热潮，導致奈及利亞輸入美国的石油减少43％。尼日利亚的外汇严重依赖于石油产业，占其出口收入的大部分。 

## 潜在资源
尼日利亚与圣多美和普林西比签署了一项协议，并依此成立了联合开发署，以在两国之间的水域勘探和生产石油。尼日利亚和圣多美共享这一区域，称为联合开发区（JDZ）。该区域可能蕴藏至少140亿桶石油。2006年，雪佛龙公司在该区域钻出了一个名为 Obo-1 的探井，仅在区块1中就发现了超过一亿桶石油。